# Eric Schweitzer
Eric Schweitzer (* 24. Juli 1965 in Ipoh, Malaysia) ist ein deutscher Unternehmer. Schweitzer erbte das von seinem Vater gegründete Recyclingunternehmen Alba Group, das er zunächst zusammen mit seinem Bruder Axel Schweitzer und seit Juli 2022 alleine leitete. Von 2004 bis 2016 war er ehrenamtlich Präsident der Industrie- und Handelskammer zu Berlin, von 2016 bis 2021 Vizepräsident.
Von 2013 bis 2021 war er Präsident des Deutschen Industrie- und Handelskammertages.

## Leben
Eric Schweitzer wurde 1965 in Ipoh, Malaysia als Sohn des Bauingenieurs und Unternehmers Franz Josef Schweitzer geboren.
Nach dem Abitur 1983 an der Georg-Herwegh-Oberschule in Berlin studierte er bis 1987 Betriebswirtschaftslehre an der Freien Universität in Berlin. 1990 promovierte er dort zum Dr. rer. pol. über das Thema Ordnungspolitische Probleme der Abfallwirtschaft.

## Karriere
Nach einem Aufenthalt 1990 in den Vereinigten Staaten und Tätigkeit in der dortigen Entsorgungswirtschaft kehrte er nach Berlin zurück und wurde Mitglied der Geschäftsleitung des von seinem Vater Franz Josef Schweitzer gegründeten Recyclingunternehmens Alba. Er war insbesondere für den Aufbau und die Aktivitäten in den neuen Bundesländern zuständig. 1993, nach dem Tod seines zwei Jahre älteren Bruders Frank Schweitzer, wurde er in den Alba-Vorstand gerufen.
Nach dem Tod seines Vaters 1998 formte er mit seinem Bruder Axel Schweitzer aus den geerbten Unternehmen Alba und Interseroh die seit Januar 2011 bestehende Dachmarke Alba Group.
Nach Aufspaltung der Alba Group im Juli 2022 führt Schweitzer die neu formierte Alba Europe Holding alleine.

### Mitgliedschaften, Lobbyarbeit
Von 1994 bis 2006 war Schweitzer Mitglied des Präsidiums des Bundesverbandes der Deutschen Entsorgungs-, Wasser- und Rohstoffwirtschaft e. V. (BDE) und von 2003 bis 2006 auch dessen stellvertretender Präsident.
Zwischen 1999 und 2003 war er Vizepräsident der Europäischen Föderation der Entsorgungswirtschaft (FEAD) in Brüssel. Von 2010 bis 2013 war er Mitglied im Rat für Nachhaltige Entwicklung, der u. a. die Bundesregierung berät, außerdem Aufsichtsratsmitglied der Berlin Partner GmbH und Vorsitzender des Trägervereins ESCP Europe Wirtschaftshochschule Berlin.
Von 2004 bis Ende 2016 war Schweitzer Präsident der Industrie- und Handelskammer (IHK) zu Berlin. 2011 wurde er Vorsitzender des Kuratoriums der Friede Springer Stiftung und ab 1. Januar 2017 Mitglied des Stiftungsrates der Carl-Zeiss-Stiftung. Seit September 2022 ist er Vorsitzender des Aufsichtsrates der Messe Berlin. Im März 2013 wurde er zum Präsidenten des Deutschen Industrie- und Handelskammertages gewählt. und schied satzungsgemäß am Ende seiner zweiten Amtszeit im Frühjahr 2021 aus.
Schweitzer gilt als einer der mächtigsten Wirtschafts-Lobbyisten Deutschlands.

### Ansichten
Schweitzer ist gegen eine Vermögensteuer, gegen eine Erhöhung der Erbschaftsteuer und gegen einen gesetzlichen Mindestlohn.

## Privatleben
Bis Sommer 2012 war er Mitglied der FDP. Laut DPA 2012, war er verheiratet, hat zwei Kinder und lebte in Berlin.
Im Jahr 2023 wurde bekannt, dass er an Parkinson-Krankheit erkrankt ist.

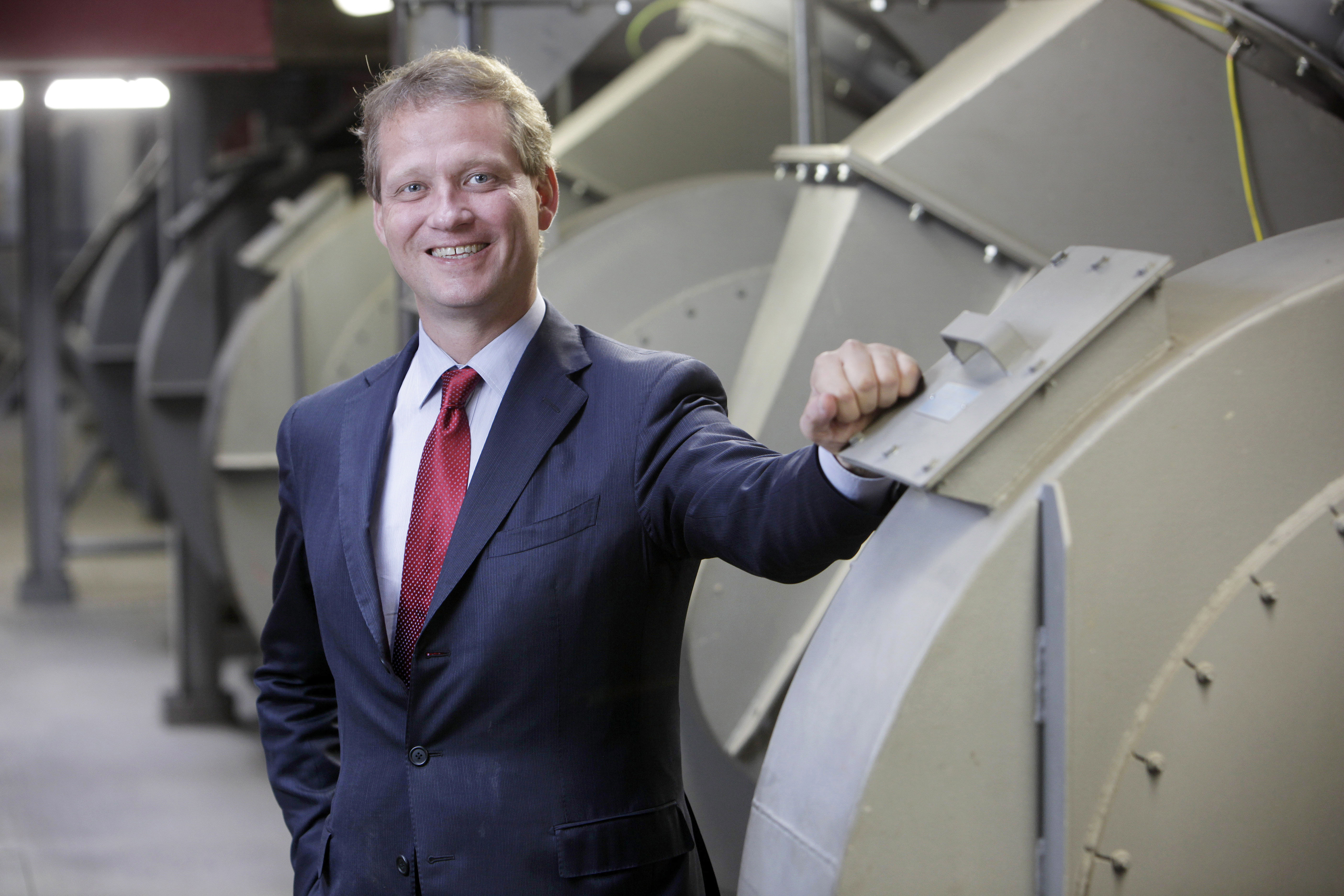
Eric Schweitzer, 2012

## Auszeichnungen
- 2022: Bundesverdienstkreuz 1. Klasse[14]
- 2024: Verdienstorden des Landes Berlin[15]